# Sommer-Paralympics 2008/Teilnehmer (Hongkong)
| stlisierte Goldmedaille | stlisierte Silbermedaille | stlisierte Bronzemedaille |
| ----------------------- | ------------------------- | ------------------------- |
| 5                       | 3                         | 3                         |

Hongkong nahm mit 23 Sportlern an den Sommer-Paralympics 2008 im chinesischen Peking teil.
Fahnenträger bei der Eröffnungsfeier war der Leichtathlet So Wa Wei. Erfolgreichste Athletin der Mannschaft war die Rollstuhlfechterin Chan Yui Chong mit zwei Goldmedaillen.

## Teilnehmer nach Sportarten

### Boccia
Frauen
- Kwok Hoi Yin Karen, 1x  (Gemischtes Einzel, Klasse BC2)
- Lau Wai Yan Vivien
- Leung Mei Yee
- Leung Siu Fong

Männer
- Leung Yuk Wing, 1x   (Gemischtes Einzel, Klasse BC4)
- John Loung
- Wong Wing Hong

### Leichtathletik
Frauen
- Yu Chun Lai

Männer
- So Wa Wai, 1x  (200 Meter, Klasse T36), 1x  (100 Meter, Klasse T36)

### Powerlifting (Bankdrücken)
Frauen 
- Lam Yim Hung

### Reiten
Männer
- Yip Siu Hong

### Rollstuhlfechten
Frauen
- Chan Yui Chong, 2x  (Einzel Degen, Einzel Florett; Kategorie B)
- Fan Pui Shan, 2x  (Einzel Degen, Einzel Florett; Kategorie A)
- Yu Chui Yee, 1x  (Einzel Florett, Kategorie A), 1x   (Einzel Degen, Kategorie A)

Männer
- Chan Wing Kin
- Hui Cham Hung, 1x   (Einzel Säbel, Kategorie B)
- Wong Tang Tat

### Rudern
Frauen
- Ping Cho

### Schießen
Frauen
- Leung Yuk Chun

### Tischtennis
Frauen
- Chan Siu Ling
- Wong Pui Yi

Männer
- Kwong Kam Shing Francis
- Tsang Tit Hung